# ژولین وربروگه
ژولین وربروگه (انگلیسی: Julien Verbrugghe; ۲۶ دسامبر ۱۸۸۹ – ۲۱ اوت ۱۹۱۶) بازیکن فوتبال اهل فرانسه بود.
از باشگاه‌هایی که در آن بازی کرده‌است می‌توان به باشگاه فوتبال ستاره سرخ اشاره کرد.
وی همچنین در تیم ملی فوتبال فرانسه بازی کرده‌است.